# Desa Somogede (administrativ by i Indonesien, lat -7,61, long 109,82)
Desa Somogede är en administrativ by i Indonesien.   Den ligger i provinsen Jawa Tengah, i den västra delen av landet, 400 km öster om huvudstaden Jakarta.